# Costa de Oro

Mapa departamentu Caneleones - Costa de Oro zaznaczone czerwonym kolorem

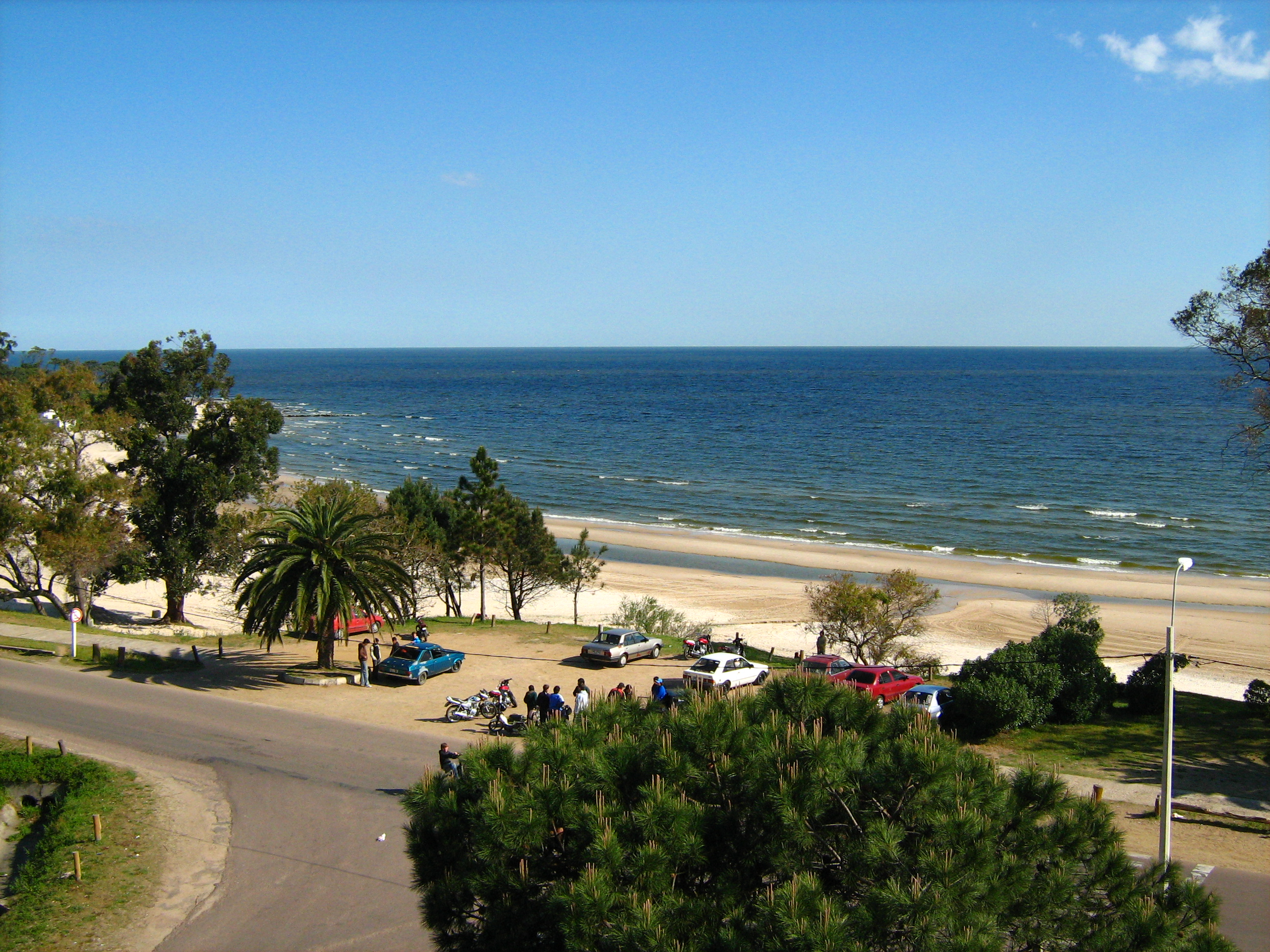
Plaża La Mansa w mieście Atlántida

Costa de Oro – wybrzeże morskie w Urugwaju po lewej stronie od ujścia La Platy, popularne dzięki plażom o wysokich walorach turystycznych. Leży w granicach departamentu Canelones. Na Costa de Oro położonych jest wiele miejscowości wypoczynkowych.

## Miejscowości wypoczynkowe na Costa de Oro
- Neptunia
- Pinamar-Pinepark
- Salinas
- Marindia
- Fortín de Santa Rosa
- Villa Argentina
- Atlántida
- Las Toscas
- Parque del Plata
- La Floresta
- Costa Azul
- Bello Horizonte
- Guazú-Virá
- San Luis
- Los Titanes
- La Tuna
- Araminda
- Santa Lucía del Este
- Biarritz
- Cuchilla Alta
- El Galeón
- Santa Ana
- Balneario Argentino
- Jaureguiberry